# Logos-anthropos
Logos-anthropos je kristološka smer, ki zagovarja dvojnost v Jezusu Kristusu kot sočasno prebivanje Logosa (druge osebe iz Svete Trojice) in popolnega človeka.
Smer je bila potrjena kot pravilna na kalcedonskem koncilu leta 451.